# Lissocraspeda pygmaea
Lissocraspeda pygmaea là một loài bướm đêm trong họ Geometridae.